# Fleischsalat

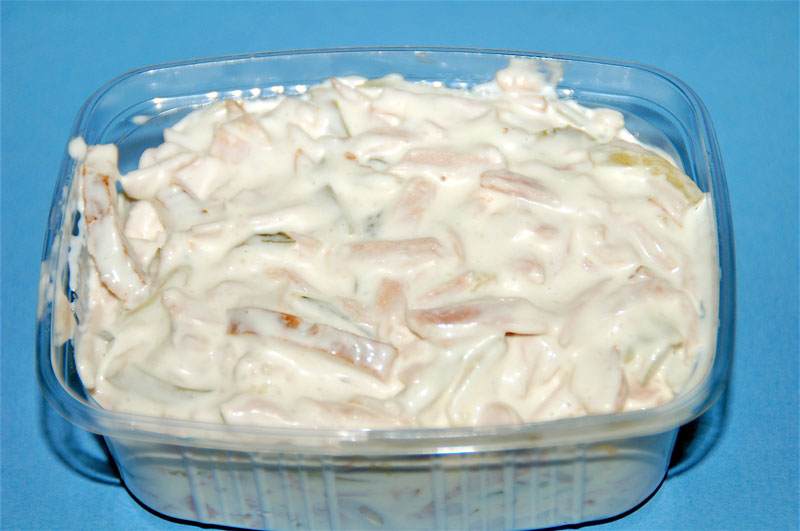
Terrina de plástico con una Fleischsalat

La Fleischsalat es uno de los platos más populares de la cocina alemana, consta de finas tiras de carne (de cerdo o de ternera) mezcladas con pepinillos en vinagre, cebolla, zanahoria,etc. todo ello mezclado en un medio cremoso que puede ser nata o mahonesa (e incluso a veces una vinagreta).

## Características
Se diferencia de la Wurstsalat en que esta última no posee el medio cremoso y suele elaborarse con salchichas. La Fleischsalat contiene por regla general hasta un 25% de carne. Se puede comprar fácilmente en los supermercados de toda Alemania y en las carnicerías artesanales. Se suele vender elaborado de forma artesanal, envasado en las típicas tarrinas de plástico. Es un plato que normalmente se sirve fresco y que suele acompañar a otros; a veces forma parte del desayuno.